# Хедингтонская акула

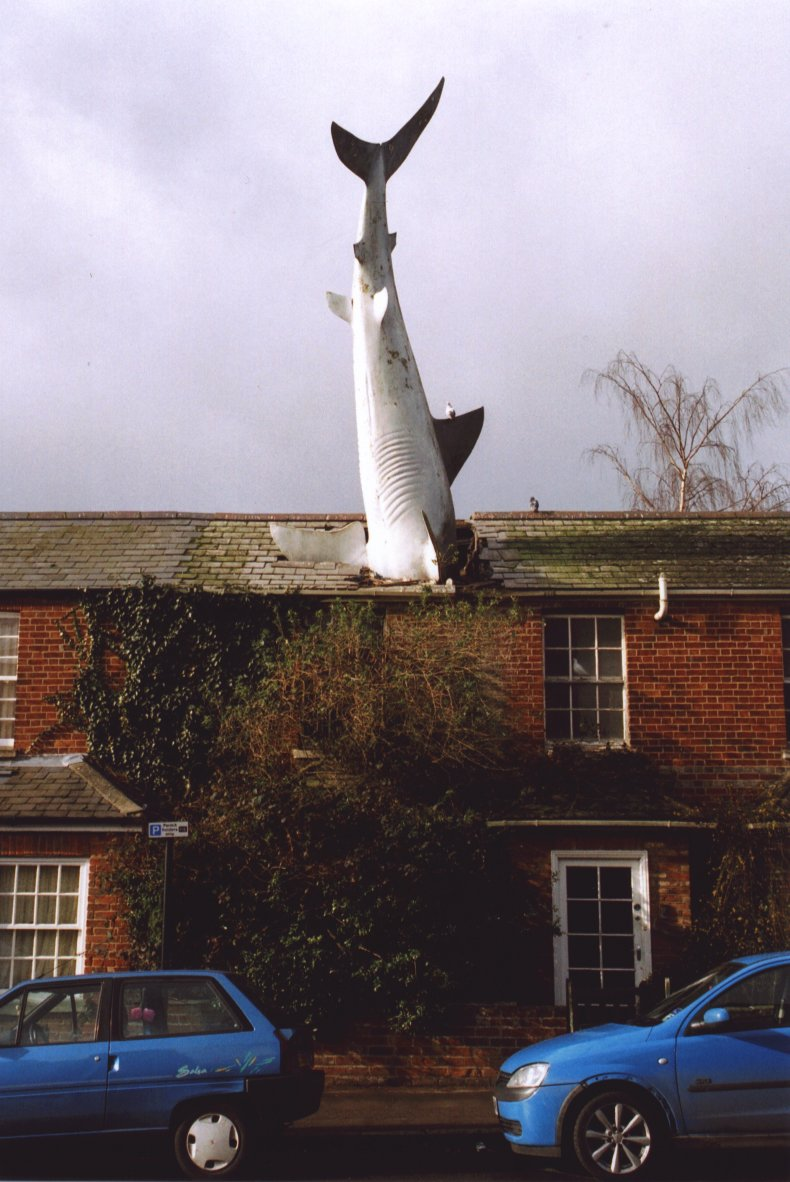
Хедингтонская акула до ремонта 2007 года.

Хедингтонская акула — крышная скульптура на крыше здания по адресу Нью-Хай-стрит, дом 2, Хедингтон, Оксфорд, Англия, изображающая крупную акулу, «встроенную» головой вперёд в крышу дома.

## Внешний вид
Акула впервые появилась 9 августа 1986 года. Билл Гейне, местный радиоведущий, который на тот момент владел домом, заявил, что «акула выражала чувства того, кто ощущал себя полностью бессильным, и ударяла в крышу, давая чувства бессилия, гнева и отчаяния... Она говорил что-то о CND (кампании за ядерное разоружение), атомной электростанции, Чернобыльской АЭС и Нагасаки».. Скульптура, которая, как сообщается, весит 200 кг и имеет 7,6 м в длину, сделана из окрашенного стекловолокна, имеет название Untitled 1986 («Без названия 1986»; так написано на воротах дома). Скульптура была установлена к 41-й годовщине падения атомной бомбы на Нагасаки. Она была спроектирована скульптором Джоном Бакли и высечена Энтони Кастиау, местным плотником и другом Джона Бакли. По случаю 21-й годовщины создания акулы, в августе 2007 года, она была отремонтирована скульптором вслед за поступившими ранее жалобами на состояние скульптуры и дома в целом.
Работа, таким образом, попадает в категорию смелого пацифистского, необструктивного в повседневной жизни концептуального искусства (её, как считают некоторые, следует интерпретировать как знак протеста рефлективного сознания) против нынешнего «ядерного века», который раздвигал границы власти по всей Европе в 1980-е годы: её существование показывает, что страх использования баз с ядерными ракетами, атомных подводных лодок и вооружения остаётся во время Перестройки и гласности в СССР 1980-х годов и даже после его распада. В некотором смысле акула изображает красивую, но потенциально смертельную ракету.

## Споры
Созданная скульптором Джона Бакли акула вызвала много споров, когда впервые появилась на публике. Оксфордский Городской Совет попытался снять её со здания на основании соображений безопасности, а затем на том основании, что он не давал разрешение на планировочные работы для установки статуи акулы, предложив переместить её вместо этого в местный бассейн, но многие местные жители поддержали оставление акулы на здании. В конце концов дело было принято к рассмотрению центральным правительством, где Тони Болдри, министр охраны окружающей среды, который, оценив дело относительно эстетики локальной системы планирования застройки, постановил в 1992 году, что можно разрешить оставить акулу, поскольку она своим существованием не наносит вреда визуальному комфорту людей.

## Внимание СМИ
В 2002 году акула неожиданно появилась в газетной рекламной кампании для новой сервиса финансовых консультаций, предлагаемого компанией Freeserve. Реклама, разработанная M & C Saatchi, показывала фотографию дома с надписью «Свобода в поиске ипотеки, которая подходит именно вам».
В 2013 году скульптура стала предметом первоапрельской истории в  Oxford Mail, где объявлялось о создании фиктивного фонда бюджетом в 200000 фунтов Оксфордского Городского Совета, призванного содействовать созданию подобных скульптур на крышах других домов в этом районе.